# Тепанго-де-Родригес
Тепанго-де-Родригес (исп. Tepango de Rodríguez) — муниципалитет в Мексике, входит в штат Пуэбла.

## История
Город основан в 1921 году.
В 2021 году на мэра города было совершено неудачное покушение.